# 110-kV-Leitung Trattendorf–Tschechnitz
Die 1927 errichtete 110-kV-Leitung Trattendorf–Tschechnitz ist eine Drehstrom-Hochspannungs-Freileitung und war die erste Hochspannungsleitung in Schlesien.

## Geschichte
Bis 1926 wurde eine Freileitung nach Hansdorf fertiggestellt. 1927 wurde ein langfristiger Stromliefervertrag zwischen dem Elektrizitätswerk Schlesien und der Elektrowerke AG geschlossen, über den der überregionale Vertrieb und die Versorgung sichergestellt wurden. Anschließend wurde die Freileitung über Bunzlau und Liegnitz zum Kraftwerk bei Tschechnitz fertiggestellt. Die neue Freileitung verband auch das Mitteldeutsche Braunkohlerevier mit dem Niederschlesischen Steinkohlerevier bei Waldenburg über eine Stichleitung ab Liegnitz.
1930 wurde die Freileitung über Groschowitz und Krappitz bis Kosel verlängert, von wo Verbindungen nach Gleiwitz und Hindenburg O.S. entstanden. Somit war ein Verbundbetrieb zwischen dem Oberschlesischen Kohlerevier und Mitteldeutschland hergestellt. Nach der Einverleibung Polens durch die Deutsche Wehrmacht kamen nun auch die polnischen Teile Oberschlesiens mit den dortigen Kraftwerken, z. B. das Kraftwerk Jaworzno und das Kraftwerk Łagisza, unter deutsche Kontrolle und die Übertragungskapazitäten reichten nicht mehr aus, so dass es Pläne gab, die Verbindung um eine 220-kV-Freileitung zu ergänzen. Diese Verbindung nach Oberschlesien wurde jedoch zunächst nicht durch Mitteldeutschland geplant, sondern als Fortführung der Reichssammelschiene von Österreich über Böhmen nach Oberschlesien. Bis 1945 wurden einige Maste dieser Leitung errichtet, aber nicht in Betrieb genommen. In einem zweiten Bauschritt war dann die Fortführung dieser 220-kV-Trasse durch schlesisches Gebiet zurück nach Trattendorf bzw. Zschornewitz geplant.
Ab 1945 lagen weite Teile der 110-kV-Leitung im nach Westen verschobenen Polen. Der über die neue Grenze verlaufende Abschnitt nach Hansdorf wurde abgebaut. Da in der Zweiten Polnischen Republik kaum Hochspannungsleitungen über 100 kV existierten (lediglich eine 150-kV-Leitung zwischen Tarnów-Mościce und Warschau existierte vor dem Krieg) und nun Teile des 110-kV-Netzes im Osten des ehemaligen Reiches in Polen lagen, wurde 110 kV zur neuen Standardebene des polnischen Hochspannungsnetzes.
Ab 2018 wurden die Originalmasten des Abschnitts Bunzlau–Tschechnitz durch Neubauten ersetzt, wobei statt der originalen Donaumasten Tonnenmasten verwendet wurden.

## Galerie

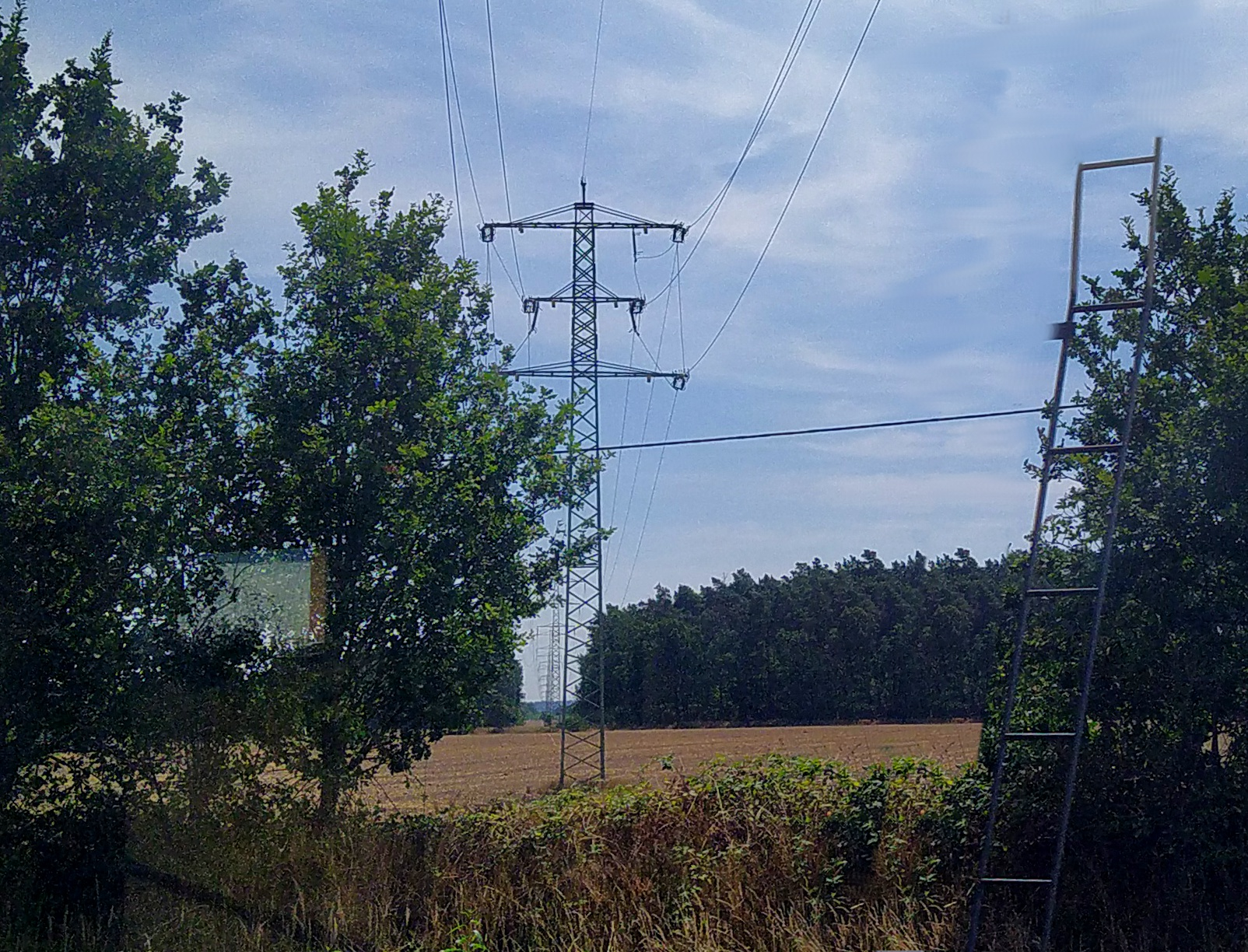
Der Abschnitt bis Bunzlau wurde auf Tannenbaummasten verlegt, hier ein Verdrillmast
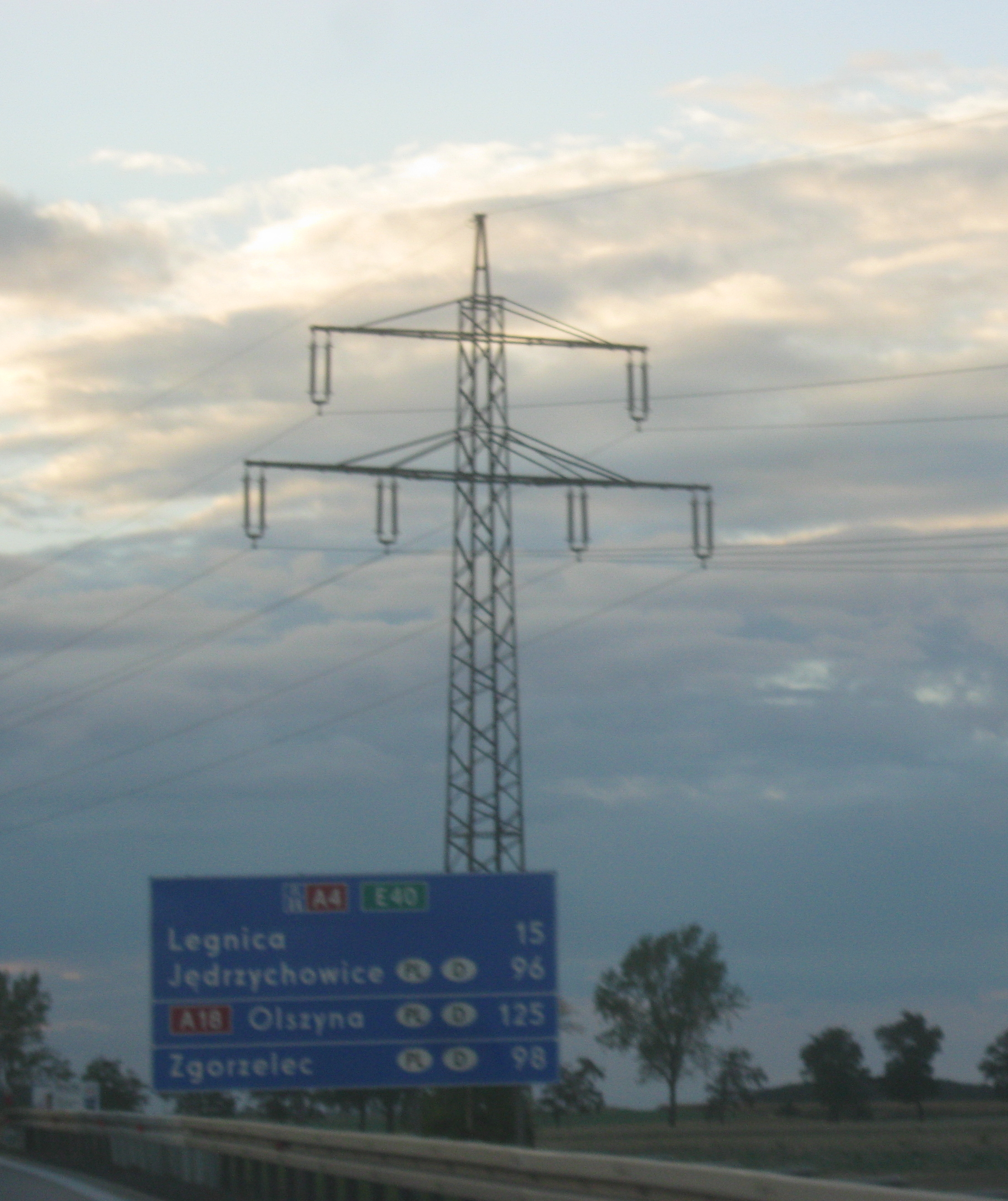
Tragmast bei Legnica
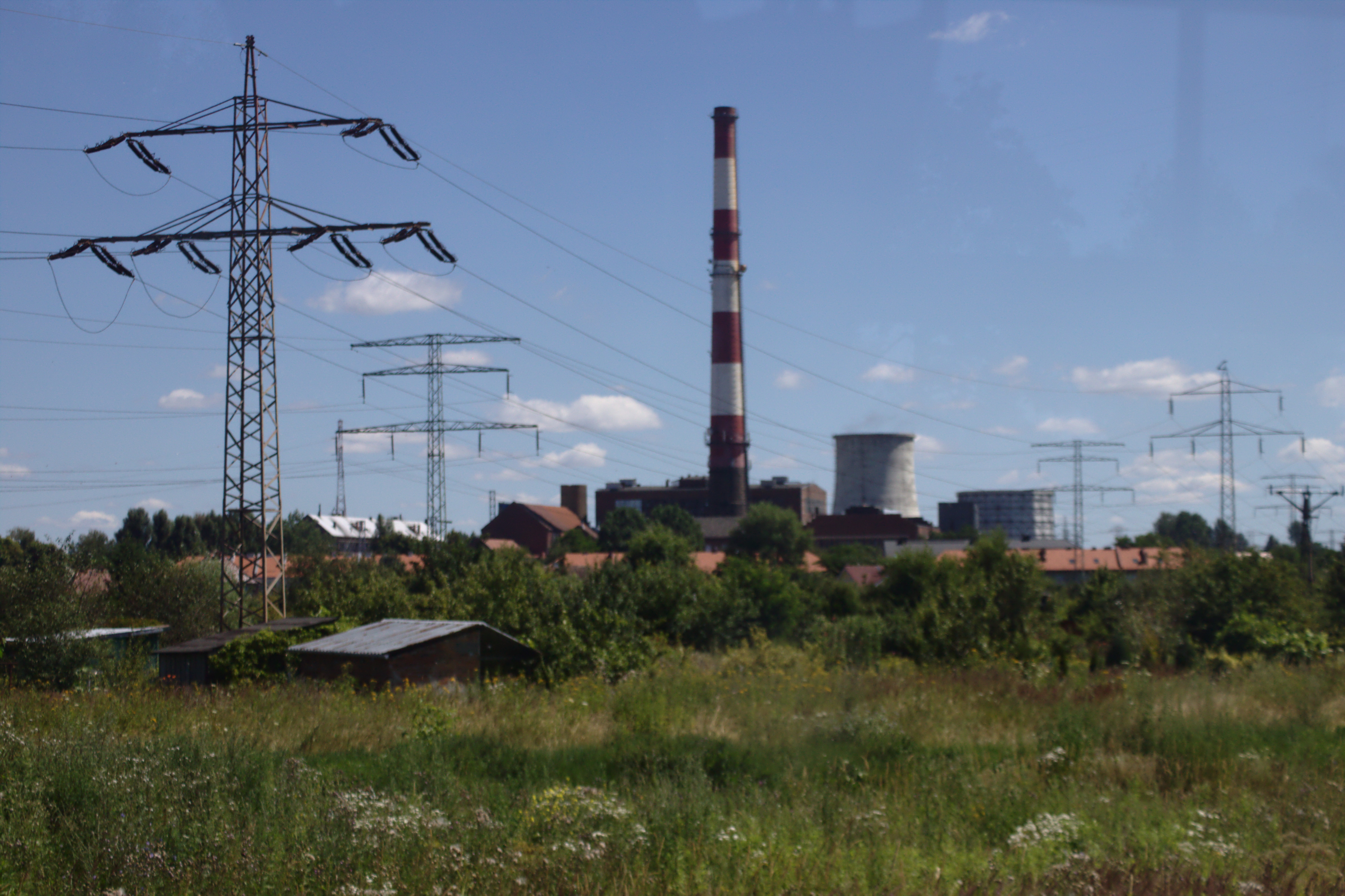
Abspannmast beim Kraftwerk Siechnice
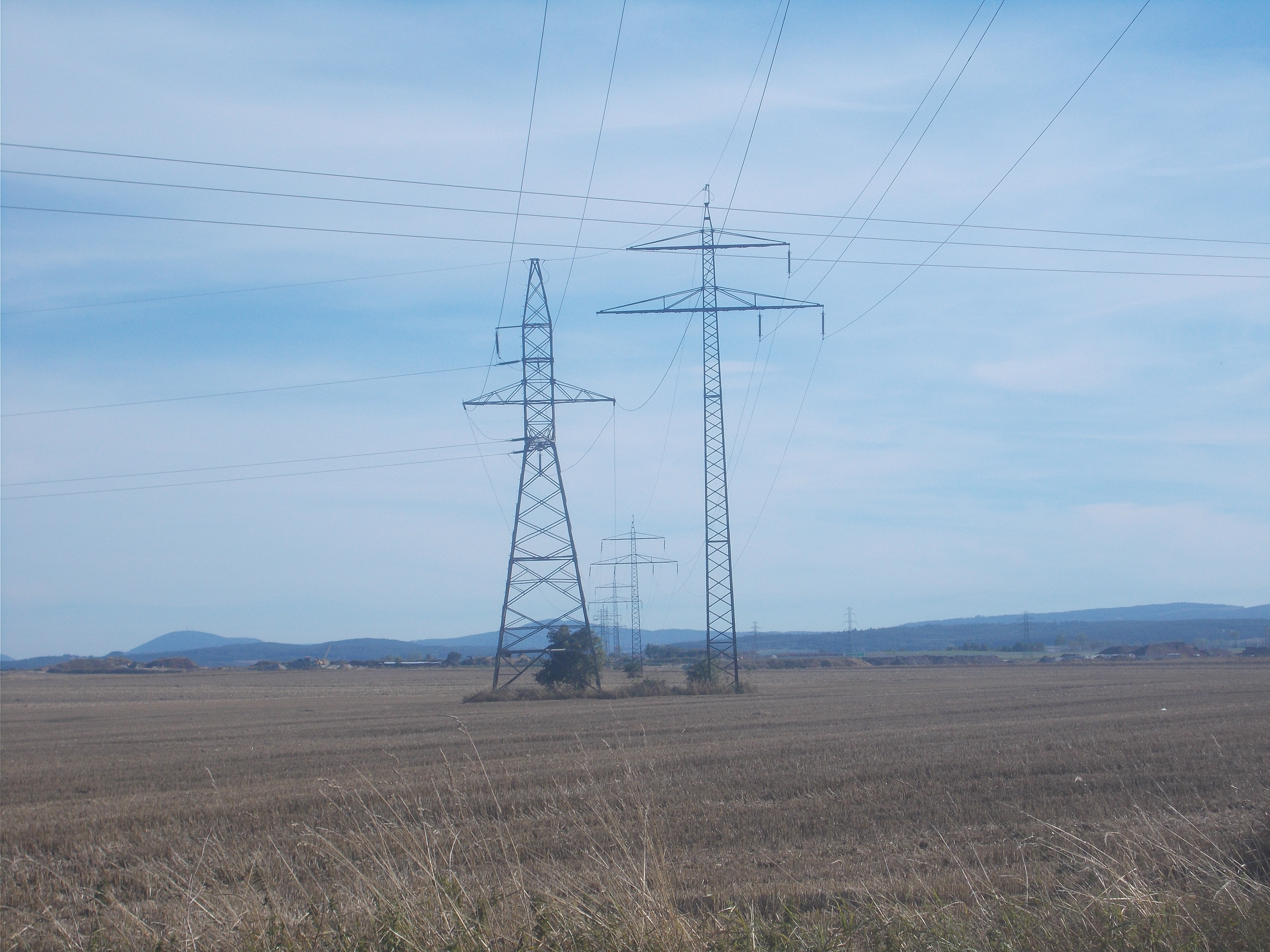
Mast der Zweigleitung nach Walbrzych, mit später eingefügtem Abzweigmast